# Tomodon ocellatus
Espèce
Synonymes
- Tomodon ocellatum Duméril, Bibron & Duméril, 1854

Tomodon ocellatus  est une espèce de serpents de la famille des Dipsadidae.

## Répartition
Cette espèce se rencontre :
- au Brésil dans l’État de Rio Grande do Sul ;
- au Paraguay ;
- en Uruguay ;
- au Pérou ;
- en Argentine dans les provinces de Buenos Aires, de Córdoba, de Santa Fe, d'Entre Ríos, de Corrientes et de Misiones.

## Publication originale
- Duméril, Bibron & Duméril, 1854 : Erpétologie générale ou histoire naturelle complète des reptiles. Tome septième. Deuxième partie, p. 781-1536 (texte intégral).